# Christian Sossenheimer
Christian Sossenheimer (* 30. September 1971 in Aschaffenburg) ist ein ehemaliger deutscher Volleyballspieler und heutiger -trainer.

## Karriere
Sossenheimer spielte von 1992 bis 1998 bei der TG Rüsselsheim in der 2. Bundesliga Süd. Größte Erfolge waren 1995 der Gewinn der deutschen Hochschulmeisterschaft sowie 1995 und 1997 der Vizemeistertitel in der 2. Bundesliga Süd. Von 1998 bis 2000 war Sossenheimer Spielertrainer beim TV Großostheim und anschließend beim TV Mömlingen. Hier trainierte er auch diverse Jugendmannschaften. Seit 2010 ist Sossenheimer im Trainerstab des Frauen-Bundesligisten 1. VC Wiesbaden. Von 2019 bis 2021 war er hier Cheftrainer.

## Privates
Sossenheimer hat eine volleyballbegeisterte Familie. Seine Frau ist Trainerin beim TV Mömlingen, seine Söhne Philipp und David spielen auch Volleyball, David sogar in der deutschen Nationalmannschaft.